# Jan Samuel Niehoff
Jan Samuel Niehoff (Winsum, 3 maart 1923 – Appingedam, 28 april 2014) was een Nederlandse schoolarts, schrijver, dichter, taalkundige, redacteur, radiomedewerker, schilder, tekenaar, illustrator, beeldhouwer en activist.

## Levensloop
Niehoff groeide ook op in Winsum, waar zijn ouders in het onderwijs werkzaam waren. Na het Praedinius Gymnasium in Groningen studeerde hij eerst enkele jaren Nederlands en geschiedenis, maar koos ten slotte toch voor een studie medicijnen, vooral omdat hij tussen en met mensen zijn werk wilde verrichten. Zijn studie werd onderbroken door de oorlog, waardoor hij, om de Arbeitseinsatz te ontlopen, moest onderduiken. Ook voer hij enige tijd op coasters naar de Oostzeelanden en de Middellandse Zee, hoewel zijn moeder daar, vanwege de onderbreking van zijn opleiding en de dreigende gevaren op zee, erg op tegen was.
In 1957 werd Niehoff schoolarts, eerst enkele jaren in Beilen, daarna van 1961 tot aan zijn VUT in 1984 te Appingedam. Hij verkoos dit boven een huisartsenpraktijk, waar hij vreesde de hele dag door zijn werkzaamheden te worden opgeslorpt en geen tijd over te houden voor tal van andere hobby’s en interesses. Afkomstig uit het onderwijsmilieu verstond hij bovendien de gedachtewereld van het kind.
Hij overleed uiteindelijk op 91-jarige leeftijd.

## Schrijver
In zijn studententijd was Niehoff redacteur van het Groninger Studenten Weekblad ‘Der Clercke Cronike’ (Van der Schole tho Sunte Meerten), een invloedrijk blad voor alle studenten, omdat er nieuws in stond over colleges, examens, tentamens, evenementen en andere belangrijke zaken. Niehoff schreef in de ‘Clercke’ hoofdartikelen en beschouwingen over verscheidene onderwerpen die hem bezig hielden. Maar ook publiceerde hij gedichten, vaak verlucht met zijn eigen tekeningen. Hij voelde zich een redacteur en verslaggever die regelmatig schreef onder het pseudoniem Samuel, zijn tweede voornaam.
Niehoff heeft zich altijd sterk ingezet voor het behoud van het Gronings, bijvoorbeeld in zijn bijdragen aan de Regionale Omroep Noord (RON), de voorloper van RTV Noord. Een aantal daarvan is te vinden in zijn bundel ‘Oetstreud op Wiend’. Scherp was zijn kritiek op het verwaarlozen van het Gronings en het weinig inspirerend beleid van de provincie Groningen. Hij sloot zich aan bij een groep strijdbare jongeren die in 1954 het tijdschrift ‘t Swieniegeltje’ oprichtten en zich keerden tegen enige onverschilligheid van de Groningers ten opzichte van hun eigen taal, maar ook over de gezapigheid van de Groningse literatuur. Hij heeft altijd gehoopt dat het Gronings een echte streektaal zou worden, met een status als die van het Fries.
Vanaf 1960 zat hij enkele jaren, samen met onder meer Jan Boer, Ds. Ite Hamming en Dr. Albert Sassen in de commissie die zich op verzoek van de Groninger Culturele Gemeenschap bezighield met de vertaling van Psalmen en Gezangen in het Gronings. Het vernieuwende literaire werk van Niehoff zelf is verspreid en moeilijk toegankelijk, aldus Dr. P.J. van Leeuwen in zijn boek ‘Geschiedenis van de Groninger Literatuur’ (1984).
Zijn bundel ‘Vuurschip’ (1955) is Nederlandstalig op twee Groninger gedichten na. In het ‘Maandblad Groningen’ van 1947 en 1948 en in ’t Swieniegeltje’ staan enkele Groninger gedichten van hem en in het ‘Cultureel Maandblad Groningen’ van 1965 het korte verhaal ‘Op t strand lopen’.
Jan Niehoff voelt zich vooral Nederlands dichter. “Ik zou ook niet willen overkomen als een regionaal dichter. Daarvoor voel ik te veel het trillen van de kosmische wereld in mij!”
De bundel ‘Vuurschip’ leverde hem in 1956 de Culturele Prijs van de provincie Groningen op. In 1963 verscheen de bundel ‘Gegist behoud’, met Nederlandse poëzie en ook weer twee Groninger gedichten. Verdere (louter Nederlandstalige) dichtbundels zijn ‘Tot over het merk’ (l968) en ‘Weerom is anders’ (1999).
Niehoffs Groninger gedichten zijn geplaatst in verschillende tijdschriften en niet allemaal opgenomen in verzamelbundels. Omdat die bladen vrij zeldzaam zijn is dat werk moeilijk te achterhalen. In t Cultureel Maandblad van 1968 staat een prachtige serie van zes Groninger gedichten: ‘n Haalf Dozien Zeeanemonen’, met als onderwerp de zeevaart! (titels: 'Kustvoart', 'Ofschaaid', 'Johny Rau', 'Twei Bruiers', 'Onvree' en 'Wènst'). Sommige daarvan zijn getoonzet en uitgezonden door Radio Noord, toen nog RON.
Zoals meerdere Groninger dichters en schrijvers heeft Jan Niehoff zich gewaagd aan het vertalen van proza en poëzie uit het Duits. Zo is in ‘Gegist Behoud’ het gedicht 'Ruine' van Rainer Maria Rilke uit het Duits in het Gronings vertaald. Van Bertolt Brecht is ‘Overlevern hou of t bouk Taoteking ontstoan is, dou Laotse op n vremden gong’. Deze vertaling is als bibliofiele uitgave verschenen met op de linkerbladzijde de Groninger en op rechter de Duitse tekst.
Het hoorspel ‘Drauszen vor der Tür’ van Wolfgang Borchert, vertaald als ‘Boeten veur Deure', is gedeeltelijk gepubliceerd in het Cultureel Maandblad Groningen (l96l).
Uit het Engels is het toneelstuk ‘Our Town’ van Thornton Wilder vertaald. ‘Ons Lutje Stad’ is opgevoerd ter gelegenheid van het 125-jarig bestaan van de Groninger Maatschappij van Landbouw in l962 in de Stadsschouwburg te Groningen. Heel bekend is Jan Niehoffs parodie ‘As t waark an kaant is’ (1949) op Multatuli’s gedicht ‘Ik weet niet waar ik sterven zal...’ uit het liefdesverhaal Saïdjah en Adinda, dat voorkomt in de Max Havelaar.
Van 1946 tot en met 1963 was Jan Niehoff freelance medewerker van de RON, later Radio Noord. Voor de microfoon gaf hij zijn visie op maatschappij en cultuur, toegespitst op Groningen. Hij schreef boekbesprekingen, klankbeelden, hoorspelen en causerieën, waarvan een aantal gebundeld is in ‘Oetstreud op Wiend’(1962).

## Schilder
Jan Niehoff heeft zijn hele leven getekend en geschilderd en al op het Gymnasium trok hij de aandacht van zijn tekenleraar Jannes de Vries, vooral door zijn tekening van een stoomlocomotief, waar volgens De Vries ‘alles op en aan zat’. Geen wonder; leerling Jan reisde immers dagelijks met de trein van Winsum naar Groningen en hij zat vaak gehurkt op het perron om onder de trein te kijken hoe het allemaal bewoog. In het begin tekende hij met pen, potlood of kwast op papier, karton of linnen, maar vond het resultaat een te droge registratie, wat hem niet bevredigde. Later kwam hij tot een stilistische benadering, waarbij alleen de essentie tot uitdrukking gebracht wordt. Hij beoefent veel technieken, zoals aquarel, Oost-Indische inkt, crayon, kleurkrijt, gouache en olieverf. Naast schilderijen en tekeningen maakt hij sculpturen van hout, metaal en andere materialen.
Jan Niehoff het nooit een kunstopleiding gehad en noemt zich autodidact, ofschoon hij lessen gevolgd heeft, in zijn studententijd als lid van ‘Dye Linetreckers’ bij Johan Dijkstra, later bij Herman Dijkstra en Karel Arkema. Gedurende zijn leven heeft hij veel geëxposeerd, vooral in Groningen, maar ook buiten de provincie en in Duitsland. Zijn werk doet hier en daar denken aan dat van moderne kunstenaars als Paul Klee, Hans Arp en Fernand Leger; zelf heeft hij veel bewondering voor de Groninger Ploegschilder Jan van der Baan en voor het schematisch symbolisme van Jan van der Zee. In Appingedam was Jan Niehoff jarenlang bestuurslid, voorzitter, stimulator (en later erelid) van ‘De Noordelijke Kunsthof’, die door tentoonstellingen en voorlichting de beeldende kunst promoot.

## Activist
Als activist heeft Niehoff zich regelmatig opgeworpen tegen onrecht en onrechtvaardigheid. Voorbeelden zijn zijn actie tegen het verleggen van de provinciegrens, waarbij Lauwersoog bij Friesland dreigde te worden ondergebracht, maar ook in inzet voor het behoud van het middeleeuwse kerkje van Heveskes, dat net als het dorp Heveskes zelf ten prooi dreigde te vallen aan de oprukkende industrie van Delfzijl. Voor deze havenstad probeerde hij de houten driemastbark ‘Pieter Albert Koerts’ te behouden als jeugdherbergschip. Het meest actief was hij in 1969 tegen het ‘Plan Kikkert’, waarbij Tweede Kamerlid Hendrik Kikkert (CHU) pleitte voor het opzetten van een groot militair oefenterrein in Westerwolde.